# Tomosvaryella pernitida
Tomosvaryella pernitida är en tvåvingeart som först beskrevs av Becker 1924.  Tomosvaryella pernitida ingår i släktet Tomosvaryella och familjen ögonflugor.
Artens utbredningsområde är Taiwan. Inga underarter finns listade i Catalogue of Life.